# Копла

Картина Хуана Хосе Гарате (Juan José Gárate) «Сцена на мосту Албалате. Копла с намеком»

Копла (исп. сopla) — малая форма испанского песенного фольклора, написанное восьмисложником с рифмовкой чётных строк.

## Особенности жанра
Традиционно коплой называли как вообще любое четверостишие испанской народной песенной поэзии, так и четверостишие, написанное восьмисложником с рифмовкой четных строк. Будучи четверостишием, копла представляет собой то минимальное стиховое пространство, которое способно вместить и рассуждения, и небольшие сюжеты, и даже две ситуации (или даже два сюжета), которые рассматриваются параллельно. Копла практически всегда содержит законченный лирический сюжет.
Испанская копла по многим критериям должна бы занять особое место в классификации художественных произведений. С одной стороны, о копле можно говорить как о разросшейся пословице или поговорке, особенно если вспомнить, что пословицы и поговорки нередко имеют ритм и рифму. Коплу роднит с пословицами и поговорками ещё то, что в ней тематически представлены «ситуации на все случаи жизни», однако при этом элементы народной этики в ней сведены к минимуму.
Копла близка к пословицам и поговоркам тем, что отражает, как правило, не точку зрения отдельного человека, а коллективное сознание, коллективную психологию. С другой стороны, копла вплотную подходит к книжной (то есть авторской) поэзии уже хотя бы потому, что она содержит в сжатом виде образы, темы, мотивы, которые исторически были подхвачены и развиты испанской книжной поэзией.
Испанистике даже известны случаи, когда между коплой и книжной лирикой происходили взаимообмены: либо копла вставлялась в авторские тексты, либо авторские четверостишия теряли своего автора и входили в фольклорную песенную традицию. Копла близка к книжной поэзии ещё и тем, что её сентенции, выводы, сюжетные ходы всегда относятся к числу нетривиальных, а иногда и парадоксальных.

## История жанра
Испанская копла сложилась в Андалузии в Средние века в результате тесного взаимодействия трёх абсолютно разных культур – испанской, арабской и еврейской. В настоящее время копла существует в самых разных диалектных и региональных вариантах.

## Тематика
Тематически копла в самом начале своего существования представляла собой жалобы девушки на непостоянство возлюбленного, на несправедливости судьбы и т. д. Этот лирический цикл по-прежнему остается ядром всех известных собраний коплы. Со временем в копле нашли своё место наиболее типичные сюжеты из жизни и такие «узловые» моменты человеческой жизни, как рождение, смерть, а также поворотные моменты в человеческих отношениях — расставание, измена, замужество/ женитьба и т. д. Помимо этого во многих коплах содержатся целые сентенции и рассуждения, обобщающие человеческий опыт.

### Пример традиционной коплы с переводом на русский язык
| Испанский                 | Русский                            |
| ------------------------- | ---------------------------------- |
| Sufre, si quieres gozar,  | Страдай, если хочешь наслаждаться, |
| baja, si quieres subir,   | спустись, если хочешь подняться,   |
| pierde, si quieres ganar, | теряй, если хочешь получить,       |
| muere, si quieres vivir.. | умри, если хочешь жить.            |